# Ophiocapnocoma batistae
Ophiocapnocoma batistae är en svampart som beskrevs av S. Hughes 1967. Ophiocapnocoma batistae ingår i släktet Ophiocapnocoma och familjen Metacapnodiaceae.   Inga underarter finns listade i Catalogue of Life.